# Boom Technology
Boom Technology, Inc. (торгова назва Boom Supersonic) — американська компанія, що розробляє надзвуковий авіалайнер місткістю 65-88 пасажирів зі швидкістю 1,7 Махів (1000 вузлів, 1800 км/год). Авіалайнер під назвою Boom Overture має заплановану дальність польоту 7870 км і буде впроваджений в 2029 році. Перший тестовий політ Boom XB-1 «Baby Boom» у масштабі однієї третини був запланований на вересень 2022 року, але потім був відкладений до середини 2023 року.
Після інкубації у компанії Y Combinator у 2016 році, Boom Technology привернула $51 млн венчурного капіталу у 2017 році і ще $100 млн до січня 2019 року.

## Історія
Компанію було засновано в Денвері в 2014 році. На початку 2016 року вона брала участь в інкубаційній програмі стартапів Y Combinator і фінансувалась Y Combinator, Семом Альтманом, Seraph Group, Eight Partners та іншими.
У березні 2017 року кілька венчурних фондів інвестували $33 млн: Continuity Fund, RRE Ventures, Palm Drive Ventures, 8VC і Caffeinated Capital. До квітня 2017 року Boom отримав фінансування у $41 млн. У грудні 2017 року Japan Airlines інвестувала $10 млн, збільшивши капітал компанії до 51 млн: цього достатньо, щоб побудувати демонстратор XB-1 «Baby Boom» і завершити його випробування, а також почати перші роботи над проєктуванням 55-місного авіалайнера. У січні 2019 року Boom залучила додатково $100 млн, загальна сума становила $151 млн, з планами першого польоту демонстратора на кінець 2019 року.
У січні 2022 року компанія оголосила про плани побудувати виробничий комплекс розміром в 37 161 м² на 65 акрах (263 046 м2) землі на території Міжнародного аеропорту «П'ємонт Траяд» в Грінсборо, Північна Кароліна.

## Проєкти

### XB-1 Baby Boom
Boom XB-1 «Baby Boom» — це надзвуковий демонстратор масштабом в одну третину, призначений для підтримки швидкості 2,2 Маха з дальністю польоту понад 1 000 морських миль (1 900 км) та оснащений трьома двигунами General Electric J85-15s з тяговим зусиллям в 4 300 фунтів (19 кН). Він був представлений у жовтні 2020 року. У 2021 році очікувалося, що випробування польоту відбудуться у 2022 році, але затримки призвели до перенесення очікуваного першого польоту на середину 2023 року.
У січні 2022 року, аерокосмічна компанія Boom Supersonic повідомила, що розпочала наземні випробування силової установки демонстратора свого майбутнього надзвукового пасажирського літака XB-1 Boom Baby. Наприкінці березня 2023 року було здійснено перший випробувальний політ прототипу надзвукового літака XB-1.
22 березня 2024 року відбулося перше випробування XB-1 Boom Baby, яке було визнано успішним. У ролі тестового майданчика використовувався полігон у пустелі Мохаве, Каліфорнія (США). 26 серпня 2024 року XB-1 Boom Baby був вдруге піднятий в повітря під керуванням льотчика-випробувача Трістана Бранденбурга. Тривалість польоту склала 15 хв. Літак досяг висоти 3170 м за швидкості 445 км/год. Компанія протестувала систему управління повітряного судна, систему прибирання і випуску шасі, а також активацію нової цифрової системи підвищення стійкості для збереження контролю за повітряним транспортним засобом. Загалом планується ще близько десяти польотів XB-1 для тестування компонентів літака на різних швидкостях, в тому числі на надзвукових режимах і висотах.

### Авіалайнер Overture
Boom Overture — це запропонований надзвуковий транспорт зі швидкістю 1,7$Махів (1000 вузлів, 1800 км/год), місткістю від 65 до 88 пасажирів і передбаченою дальністю польоту 4,250 морських миль (7,870 км). За наявності 500 можливих маршрутів, Boom припускає, що на ринку може бути попит на 1,000 надзвукових літаків з бізнес-класом. Компанія зібрала 76 зобов'язань до грудня 2017 року. Було вирішено використати трикутну конфігурацію крила, подібну до Конкорда, і використати композитні матеріали. Літак повинен був бути оснащений трьома турбовентиляторними двигунами потужністю від 15 000 до 20 000 фунтів тяги (67-89 кН). У 2019 році мав бути обраний похідний варіант або новий проєкт.
У вересні 2020 року компанія оголосила, що уклала контракт на розробку Overture з можливим використанням як Air Force One. Генеральний директор Boom, Блейк Шолл, «оцінює, що польоти на Overture будуть доступні у 2030 році».
У січні 2021 року компанія Boom оголосила плани розпочати випробувальні польоти Overture у 2026 році. У червні 2021 року United Airlines оголосила, що підписала угоду на покупку 15 літаків Boom Overture з можливістю купівлі ще 35. Планується, що вони почнуть експлуатуватися у 2029 році.
16 серпня 2022 року Boom оголосив, що American Airlines погодилися придбати 20 літаків Boom Overture.

### Двигун Symphony
У грудні 2022 року Boom анонсував Symphony, нову силову установку, розроблену для Overture. Boom працюватиме з трьома компаніями для розробки Symphony: Florida Turbine Technologies для проєктування двигунів, GE Additive для консультацій з проєктування адитивних технологій і StandardAero для технічного обслуговування.